# Малієвецький водоспад
Малієвецький водоспа́д — штучний водоспад у Малієвецькому парку, Хмельницька область.

## Розташування
Розташований на скелі висотою 18 метрів із печерним гротом. Це є неймовірно мальовниче місце, яке приваблює не лише туристів, але й скаутів і прихильників РУН віри.

## Характеристика
Повна висота водоспаду 18 м. Утворений штучно.

## Цікаві факти
- Вода до вершини скелі подавалася старим дерев'яним водогоном. У радянські часи водогін прогнив. Щоб врятувати його, лікар Малієвецького дитячого санаторію, який розташований у палаці, Олександра Соколова на отриману премію 400 рублів купила металеві труби, замінила водогін і водоспад почав знову функціонувати.
- У скелі є двоповерхова печера. Її прийнято пов'язувати із давнім монастирем та ім'ям народного героя Устима Кармалюка. Вважається, що за слов'янських часів тут були язичницькі капища. За легендою, із введенням християнства на Русі сюди з Візантії прийшов монах, і, живучи віддалено у бідності, прославляв Бога[1].

## Світлини

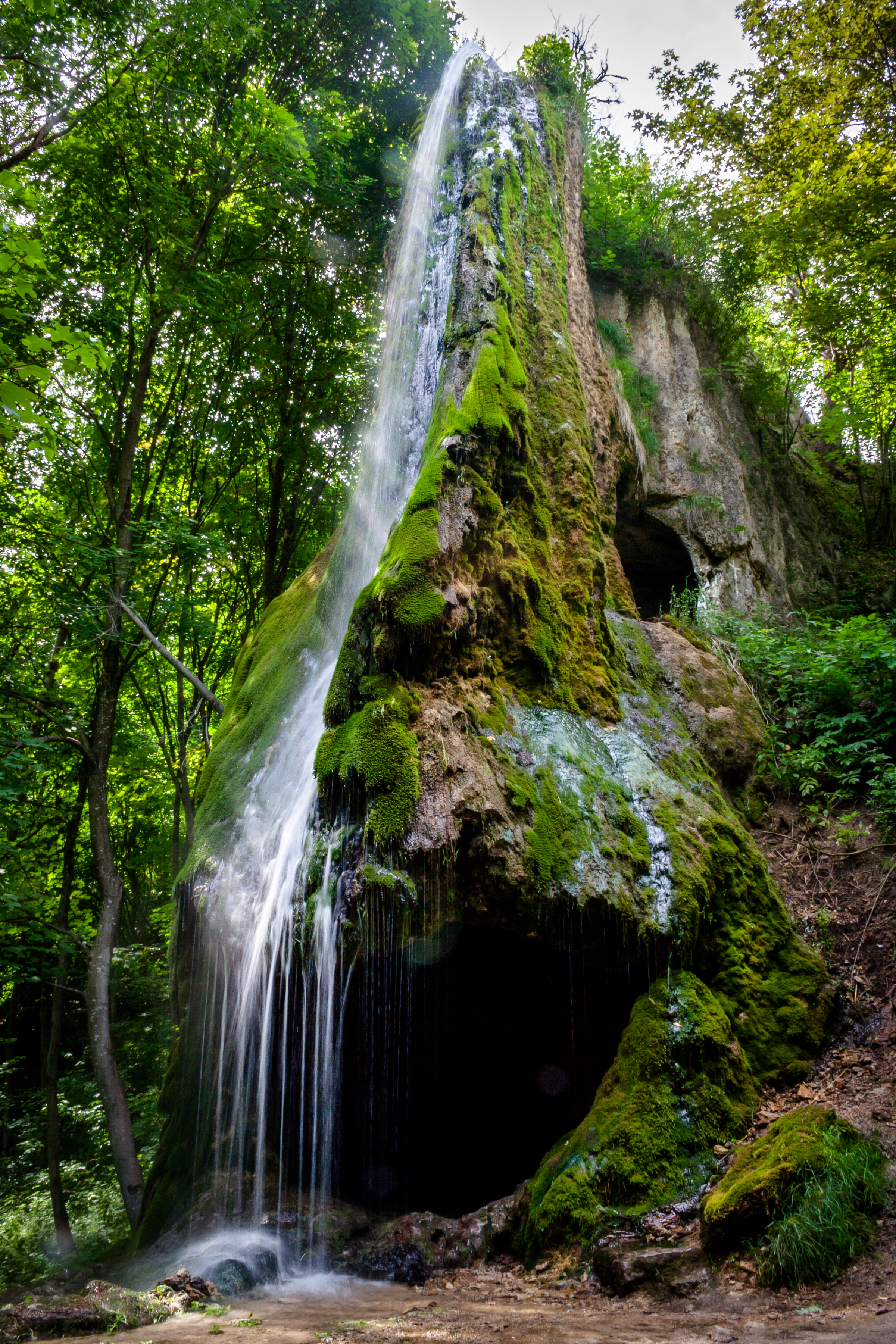
Малієвецький водоспад
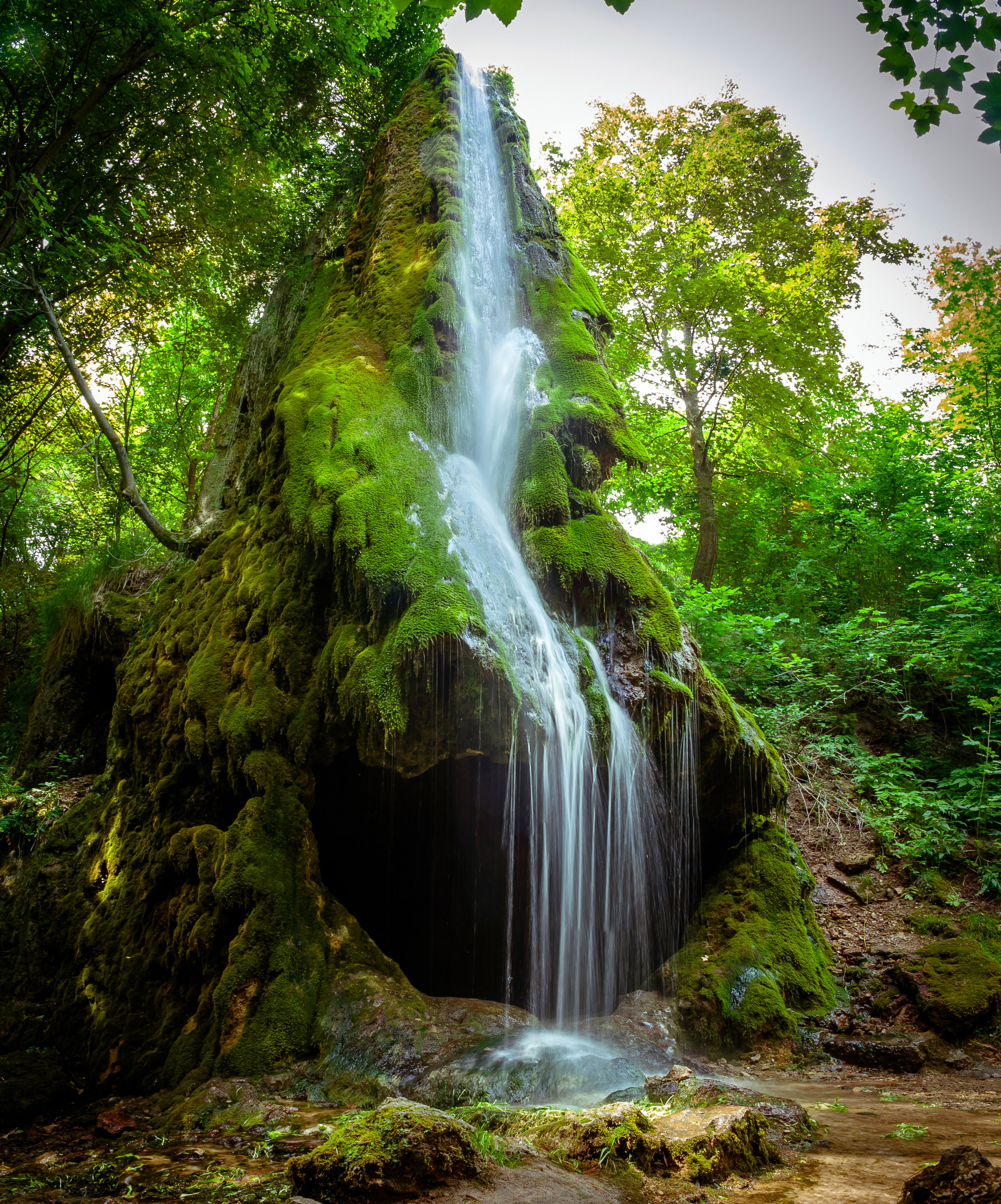
Передній план Малієвецький водоспад
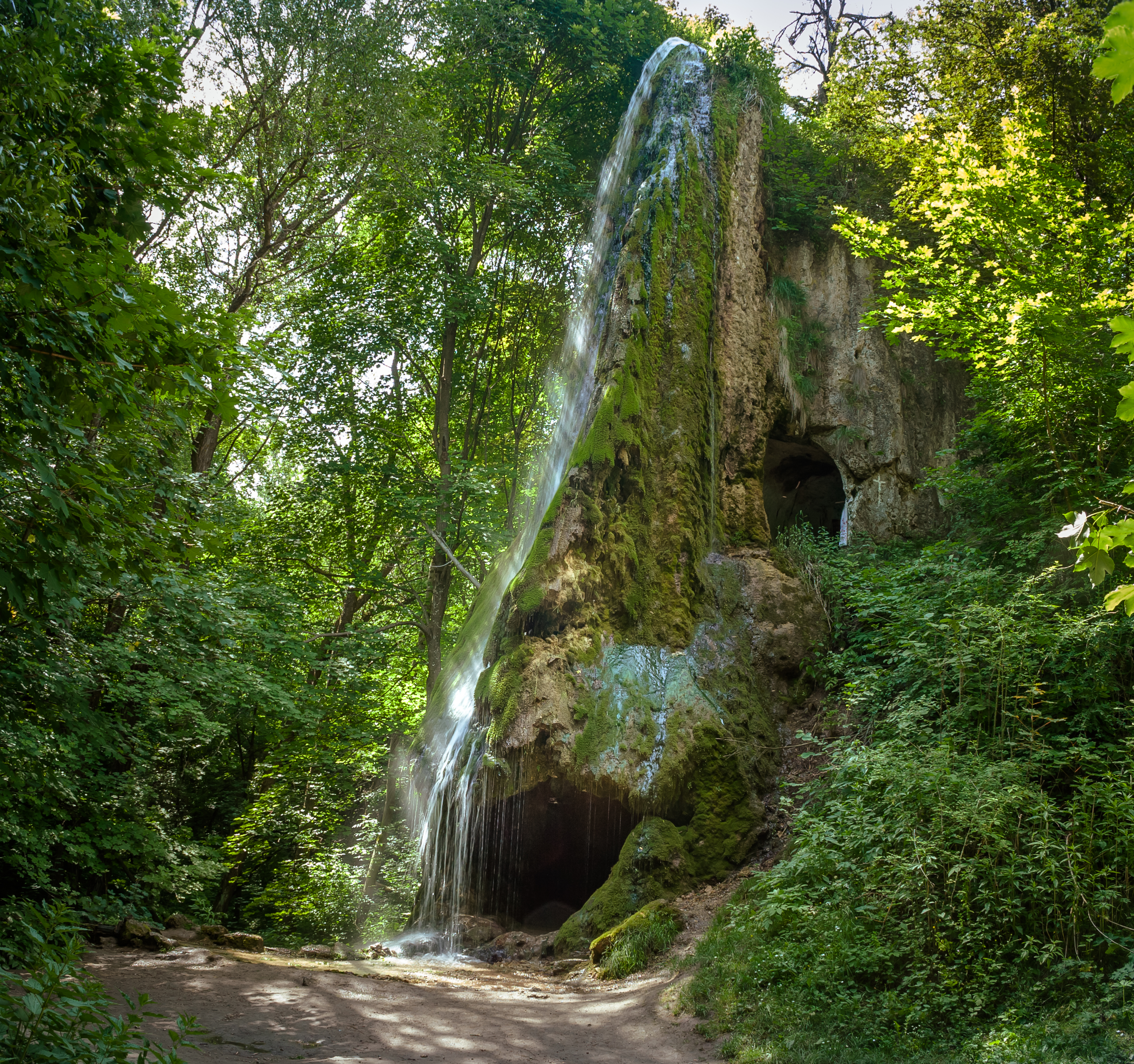
Малієвецький водоспад із гротами
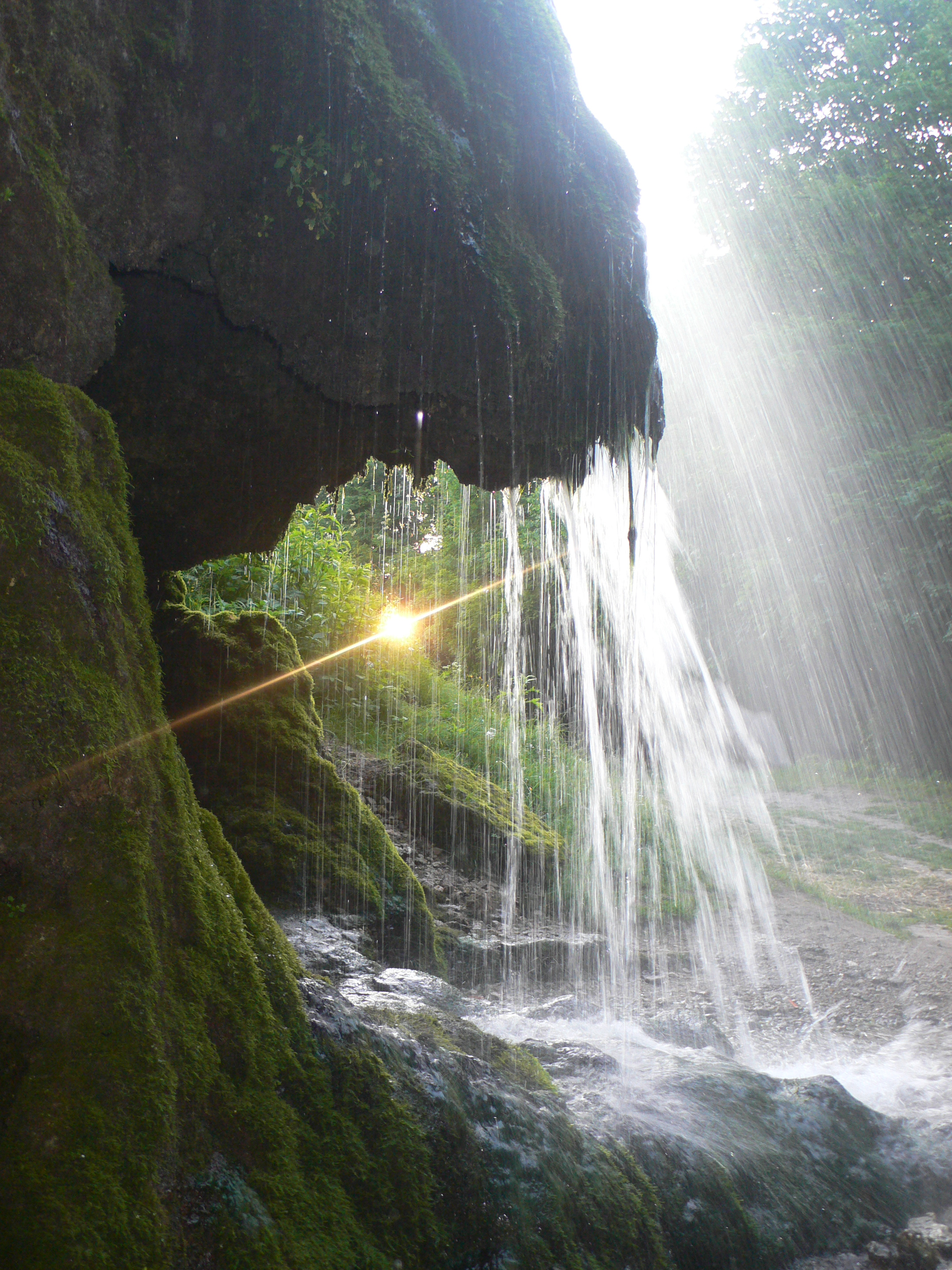
Малієвецький водоспад, нижня печера
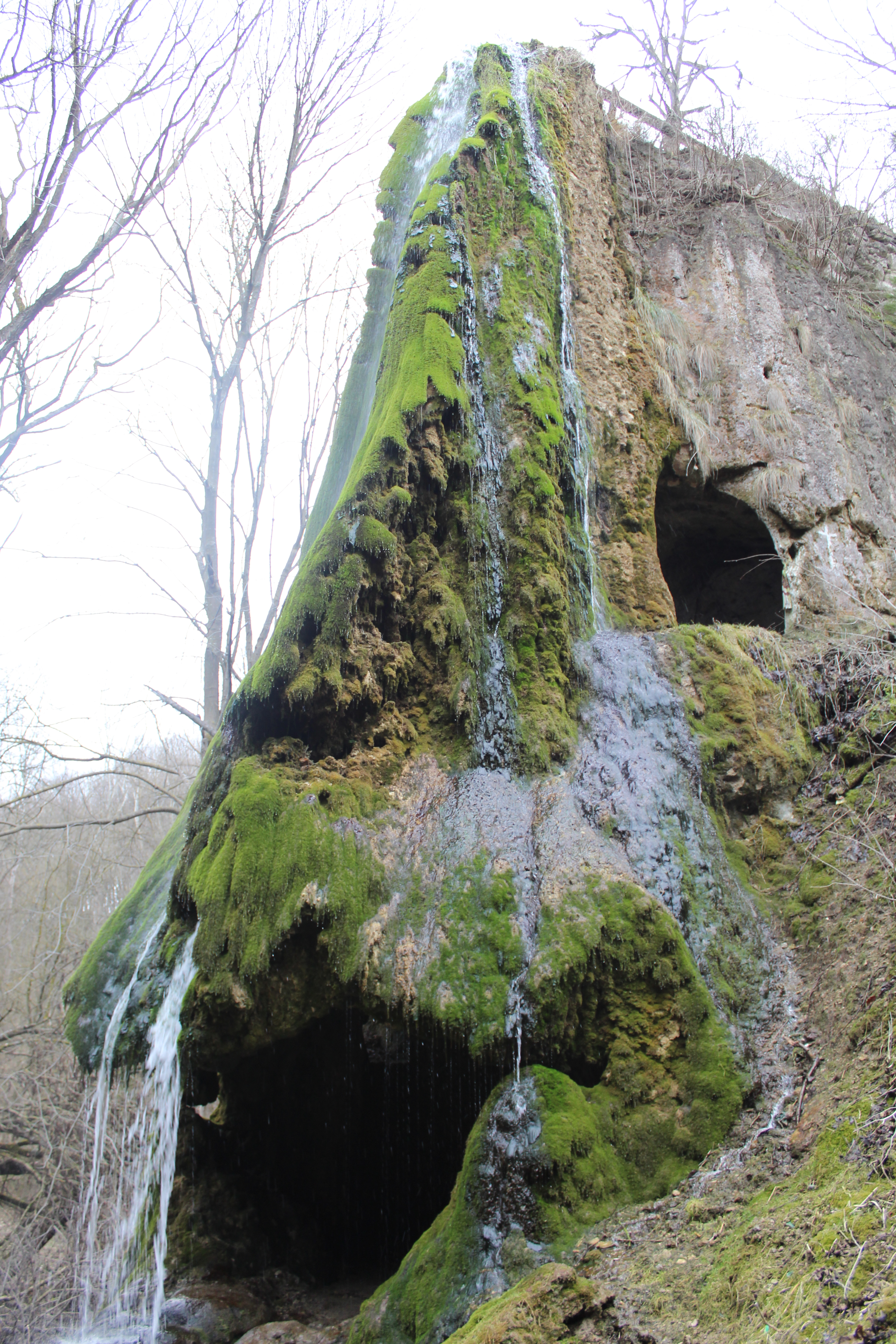
Малієвецький водоспад із гротами
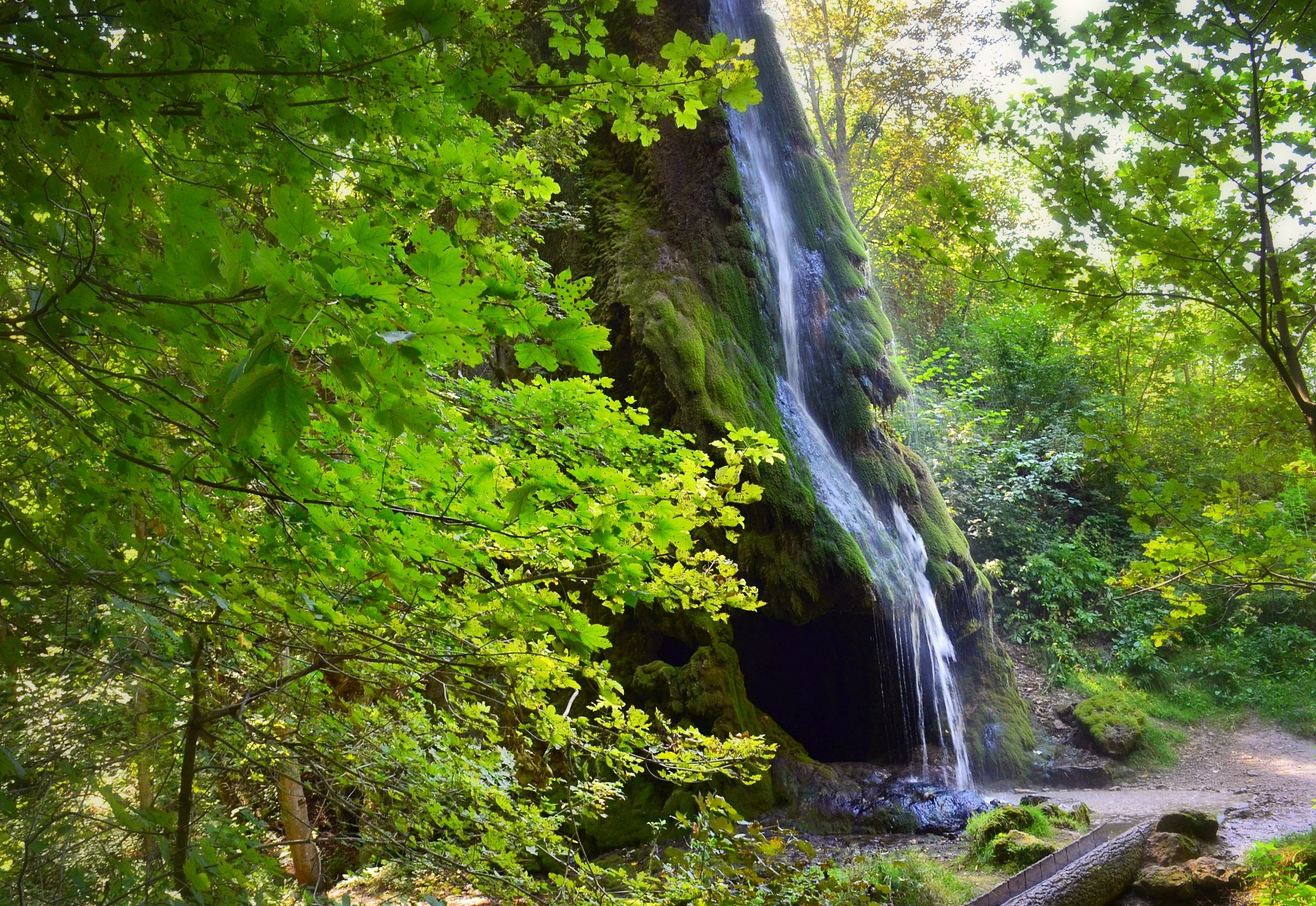
Парковий водоспад
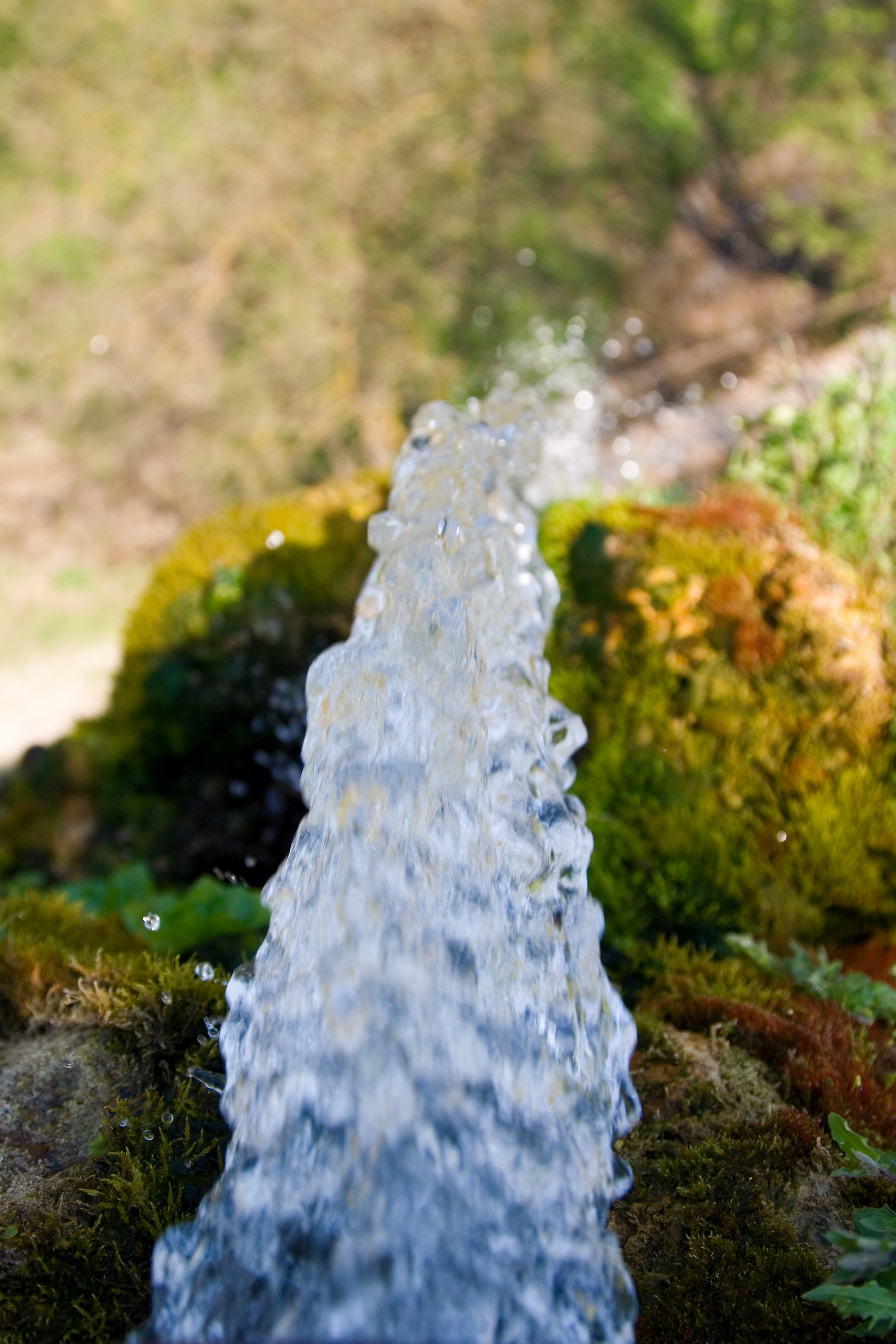
Вид зверху